# Paralympische Winterspelen 1998
De VIIe Paralympische Winterspelen werden in 1998 gehouden in Nagano, Japan. België nam geen deel aan deze Paralympische Spelen.

## Sporten
In Nagano stonden vijf sporten op het programma. Tussen haakjes staat het aantal onderdelen per sport, de sporten tijdens deze spelen waren:
Alpineskiën (55)
Biatlon (12)
Langlaufen (39)
Priksleeën (16)
Sledgehockey (1)

## Medaillespiegel
Het IPC stelt officieel geen medaillespiegel op, maar geeft desondanks een medailletabel ter informatie. In de spiegel wordt eerst gekeken naar het aantal gouden medailles, vervolgens de zilveren medailles en tot slot de bronzen medailles.
De onderstaande tabel geeft de top-10 en de positie van Nederland. België deed niet mee aan de Spelen. In de tabel heeft het gastland een blauwe achtergrond.
| Plaats | Land             | NPC | Goud | Zilver | Brons | Totaal |
| 1      | Noorwegen        | NOR | 18   | 9      | 13    | 40     |
| 2      | Duitsland        | GER | 14   | 17     | 13    | 44     |
| 3      | Verenigde Staten | USA | 13   | 8      | 13    | 34     |
| 4      | Japan            | JPN | 12   | 16     | 13    | 41     |
| 5      | Rusland          | RUS | 12   | 10     | 9     | 31     |
| 6      | Zwitserland      | SUI | 10   | 5      | 8     | 23     |
| 7      | Spanje           | ESP | 8    | 0      | 0     | 8      |
| 8      | Oostenrijk       | AUT | 7    | 16     | 11    | 34     |
| 9      | Finland          | FIN | 7    | 5      | 7     | 19     |
| 10     | Frankrijk        | FRA | 5    | 9      | 8     | 22     |
|        |                  |     |      |        |       |        |
| 20     | Nederland        | NED | 0    | 1      | 1     | 2      |

## Medailles behaald door Nederlandse atleten
| # | Naam                 | Medaille | Sport      | Onderdeel                                 |
| - | -------------------- | -------- | ---------- | ----------------------------------------- |
| 1 | Marjorie van de Bunt | Brons    | Biathlon   | Women's 7.5 km Free Technique LW2-4,6/8,9 |
| 2 | Marjorie van de Bunt | Zilver   | Langlaufen | Women's 5 km Free Technique LW2-9         |

## Deelnemende landen
De volgende 31 Nationaal Paralympisch Comités werden tijdens de Spelen door een of meerdere sporters vertegenwoordigd: